# 巽来庄
巽来庄，位于中国福建省永春县五里街镇仰贤村，清乾隆四十二年（1777年）盐官林悠凤建。坐北朝南，占地面积3100平方米。平面呈回字形，长、宽各46米，建筑面积2892平方米。外围为二层歇山顶楼房，通高9.5米。楼中建有典型的闽南硬山顶、四合院式民居，由红砖隔墙、门楼、天井、两厢、正厅和后院等组成。正厅单檐歇山顶，梁枋上饰有精美木雕。大门匾额上刻“巽来庄”三字和乾隆丁酉年款。2005年5月11日公布为第六批福建省文物保护单位。